# Big Spring
Big Spring es una ciudad ubicada en el condado de Howard, del cual también es sede, en el estado estadounidense de Texas. En el Censo de 2010 tenía una población de 27282 habitantes y una densidad poblacional de 549,03 personas por km².

## Geografía
Según la Oficina del Censo de los Estados Unidos, Big Spring tiene una superficie total de 49.69 km², de la cual 49.47 km² corresponden a tierra firme y (0.45%) 0.22 km² es agua.

## Demografía
Según el censo de 2010, había 27282 personas residiendo en Big Spring. La densidad de población era de 549,03 hab./km². De los 27282 habitantes, Big Spring estaba compuesto por el 69.69% blancos, el 7.78% eran afroamericanos, el 0.9% eran amerindios, el 0.91% eran asiáticos, el 0.04% eran isleños del Pacífico, el 18.41% eran de otras razas y el 2.27% pertenecían a dos o más razas. Del total de la población el 43.07% eran hispanos o latinos de cualquier raza.

## Ciudades hermanas
- San Miguel el Alto, Jalisco, México.
- Zacualpan de Amilpas, Morelos, México.